# شهرستان ولی‌خان‌اف
شهرستان ولی‌خان‌اف (به قزاقی: Уәлиханов ауданы، ءۋاليحانوۆ اۋدانى) شهرستانی در کشور قزاقستان است که در استان قزاقستان شمالی واقع شده‌است.

## وجه تسمیه
نام این شهرستان برای ارج نهادن به تاریخ‌نگار و قوم‌نگار برجستهٔ قزاقِ زادهٔ سال ۱۸۳۵ میلادی ، «چوکان چنگیزاولی ولی‌خان‌اف» (به قزاقی: Шоқан Шоқан Шыңғысұлы Уәлиханов، شوقان شىڭعىسۇلى ءۋاليحانوۆ) انتخاب شده است.

## خصوصیات
شهرستان ولی‌خان‌اف ۱۷٬۵۹۶ نفر جمعیت دارد.